# Batalla de Dettingen
La batalla de Dettingen tuvo lugar el 27 de junio de 1743 en la localidad alemana de Dettingen (hoy llamada Karlstein am Main), en Baviera, en el marco de la Guerra de Sucesión Austriaca. Las tropas anglo-hannoverianas, apoyadas por las austriacas, todas ellas al mando de Jorge II de Gran Bretaña, derrotaron a las tropas francesas al mando del duque Adrien Maurice de Noailles, conocido también como el Mariscal de Noailles.
Las tropas bávaras acababan de sufrir una severa derrota en las cercanías de Braunau el 9 de mayo de 1743 y, como consecuencia de ello, un ejército aliado, formado por tropas anglo-hannoverianas-austriacas, al mando del rey Jorge II, que se había reunido en el curso bajo del Rin a retaguardia de las tropas de Jean-Baptiste Desmarets y estaba compuesto por 50.000 bayonetas aproximadamente, avanzaba hacia el sur de los territorios del río Meno y Neckar. 
Un ejército francés, formado por 70.000 hombres aproximadamente, y que se hallaba bajo el mando de Adrien Maurice de Noailles, se había reunido en el curso medio del Rin para conjurar esta nueva amenaza. Pero el duque François-Marie de Broglie, que mandaba a las tropas francesas en Baviera, se hallaba en plena desbandada, y las plazas fuertes bávaras capitulaban una tras otra ante las tropas del príncipe Carlos. Franceses y bávaros, pues, estaban siendo expulsados de la cuenca del Rin cuando se produjo la batalla de Dettingen. Jorge II, sin embargo, se hallaba completamente dominado por la presencia de sus adversarios, más veteranos que él en el mando del ejército. Además, sus tropas se encontraban en una posición comprometida, entre Aschaffenburg y Hanau, en un paso estrecho o desfiladero, encajonado entre las colinas de Spessart y el río Meno, además de que no habían recibido suministros de víveres desde hacía más de una semana.
Noailles creyó que bastaba con bloquear la salida de las tropas aliadas, por lo que estableció una red de puestos de escucha cercando a dichas tropas. Una parte de las tropas francesas, al mando del Duque de Grammont, atravesó el río Meno ante el pueblo de Dettingen. Las órdenes que se les habían dado fueron de mantener una posición defensiva, pero a despecho de las órdenes recibidas, Grammont lanzó a sus tropas al ataque. Cuando el asalto francés fue rechazado, las tropas francesas se replegaron en desorden, buscando su seguridad al otro lado del río Meno, para lo que era necesario atravesarlo por los puentes que, incapaces de soportar el peso de tantos soldados, se hundieron, haciendo que muchos franceses pereciesen ahogados.

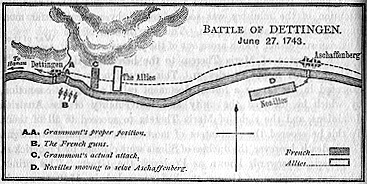
Plano de la batalla.

Esta batalla es además la última ocasión en que un rey británico mandó personalmente a sus tropas en el campo de batalla, y el recuerdo de la misma se mantiene todavía vivo en la Real Academia de Sandhurst.
En recuerdo de esta victoria, el compositor Händel compuso su obra Dettingen Te Deum.